# Flash Gordon Conquers the Universe
Flash Gordon Conquers the Universe ist ein Science-Fiction-Film-Serial aus dem Jahre 1940 nach der gleichnamigen Comic-Reihe von Alex Raymond. Es ist das letzte Serial zu Flash Gordon. Die Geschichte greift Inhalte aus dem vorherigen Serial Flash Gordon’s Trip to Mars auf.

## Handlung
Eine tödliche Epidemie, bekannt als „Purple Death“, verwüstet das Land und hinterlässt viele Opfer. Ming wird verdächtigt, hinter der Pest zu stehen und es wird entdeckt, dass seine Raumschiffe den „Staub des Todes“ in die Erdatmosphäre geworfen haben. Flash Gordon wird zusammen mit Dr. Alexis Zarkov und Dale Arden zum Planeten Mongo geschickt, um eine mögliche Heilung für die Epidemie zu finden.
Sie finden das Gegenmittel, Polarit genannt, im Königreich Frigia. Flash und Zarkov verteilen das Gegenmittel auf demselben Weg, auf dem der Staub des Todes verteilt wurde. Ming schickt eine Armee von Roboterbomben und schafft es, Zarkov für kurze Zeit zu fangen, bevor Flash ihn befreit. Das Trio setzt den Kampf gegen Ming und seine Verbündeten fort.
Schließlich stellt sich Captain Torch als der Hauptschurke heraus. Ming ist in einem Turm gefangen und eine mit Atompolarit aufgeladene Rakete wird gegen ihn geschickt. Prinz Barin nimmt seinen rechtmäßigen Platz als Herrscher des Mongo ein. Mings letzte Worte sind: „Ich bin das Universum!“. Zarkov gibt dann bekannt, dass Flash Gordon das Universum erobert hat.

## Produktion
Das Film-Serial entstand bei Universal Pictures unter der Regie von Ford Beebe und Ray Taylor. Das Drehbuch schrieben Barry Shipman, Basil Dickey und George H. Plympton. Als Produzent trat Henry MacRae auf und Jerome Ash war für die Kameraführung verantwortlich. Die künstlerische Leitung lag bei Harold H. MacArthur und für den Schnitt verantwortlich waren Joseph Gluck, Louis Sackin und Alvin Todd. Um Geld und Produktionsaufwand zu sparen, wurden für eine Gebirgs-Jagdszene Szenen aus Die weiße Hölle vom Piz Palü von 1930 verwendet sowie in anderen Teilen des Films dessen Soundtrack. Auch Elemente aus dem Serial Buck Rogers von 1939 wurden wiederverwertet.
Die Geschichte greift zwar Elemente aus vorherigen Serials auf und adaptiert die Comic-Vorlage, hat aber auch einiges verändert. So wird Ming eher als Militärdiktator dargestellt, nicht als Teufels-ähnlicher Charakter, wie in den beiden vorherigen Flash Gordon-Serials.
Die Hauptrolle übernahm wie bei den vorherigen Filmen Buster Crabbe. Sein Gegenspieler Ming wurde mit Charles Middleton besetzt. Jean Rogers, die Dale Arden in den beiden vorherigen Flash-Gordon-Serials gespielt hatte, war zu diesem Zeitpunkt bei 20th Century Fox unter Vertrag. Da weder sie noch Fox wollten, dass sie wieder die Rolle von Dale Arden übernimmt, wurde diese stattdessen an Carol Hughes vergeben.

## Veröffentlichung
Das Serial wurde ab dem 9. April 1940 in den amerikanischen Kinos in 12 Teilen vorgeführt. Im Jahr darauf wurde es in Portugal und Mexiko gezeigt. Später folgten Aufführungen auf den Philippinen und Uruguay sowie Fernsehausstrahlungen in den USA und Schweden. Unter anderem in Japan wurde das Serial auf Kaufmedien veröffentlicht.

## Rezeption
Laut Jim Harmon und Don Glut war Flash Gordon Conquers the Universe der malerischste Teil der Trilogie, gab aber viel überzeugenden Charme für seine filmische Raffinesse auf.